# 湯原王
湯原王（ゆはらおう/ゆはらのおおきみ、生没年不詳）は、奈良時代の皇族・歌人。天智天皇の孫で、二品・志貴皇子の子。無官位か。

## 経歴
天智天皇の孫でありながら各種史書上に叙位・任官の記録がなく政治面での足跡は残っていない。一方で、『万葉集』に天平年間初期（730年頃以降）に詠まれたと想定される和歌作品が19首採録されており、万葉後期の代表的な歌人の一人となっている。勅撰歌人として『拾遺和歌集』以下の勅撰和歌集にも4首が採られている。
没後の宝亀元年（770年）に兄弟の白壁王が即位（光仁天皇）し、志貴皇子の子女を親王・内親王として扱うこととしたため、湯原親王とも記される。

## 人物
壬申の乱以降、天武系の皇統が続く中で、天智系の諸王は皇位継承において微妙な立場にあったことから、本心や才能を隠しつつ政争から逃れ、風流に徹した人生を送ったと想定される。
『万葉集』には、ある娘との相聞歌が12首（うち湯原王作は7首）残されており、その娘と激しい恋に落ちていたことを物語っているが、結局この恋は成就しなかったらしい。この悲恋は平安時代初期に成立した『伊勢物語』にも影響を与えたらしく、物語の中で「むかし男」が伊勢斎宮を思って詠んだとする歌が、湯原王作の相聞歌の1つと非常に似た内容となっている。

## 系譜
- 父：志貴皇子
- 母：不詳
- 妻：不詳
  - 次男：壱志濃王（733-805）
  - 男子：市師王[9]
  - 女子：尾張女王（?-804?） - 光仁天皇後宮